# حزب اقتدار ملی افغانستان
حزب اقتدار ملی افغانستان یک حزب سیاسی در افغانستان است که از حزب وحدت ملی اسلامی افغانستان منشعب شد. بنیانگذار این حزب سید مصطفی کاظمی از چهره‌های مطرح حزب وحدت اسلامی افغانستان بود که در انفجاری ۱۳۸۶ بغلان کشته شد. رهبری این حزب هم‌اکنون بر عهده سید علی کاظمی است. مرامنامه و اساسنامه حزب نشان می‌دهد که این حزب، یک حزب غیر اسلام‌گرا و سکولار است و نظام سیاسی مد نظر آن مبتنی بر لیبرال دموکراسی غربی است.